# Saint-Igny-de-Vers
Saint-Igny-de-Vers és un municipi francès situat al departament del Roine i a la regió d'Alvèrnia-Roine-Alps. L'any 2007 tenia 598 habitants.

## Demografia

### Població
El 2007 la població de fet de Saint-Igny-de-Vers era de 598 persones. Hi havia 228 famílies de les quals 72 eren unipersonals (36 homes vivint sols i 36 dones vivint soles), 80 parelles sense fills, 64 parelles amb fills i 12 famílies monoparentals amb fills.
La població ha evolucionat segons el següent gràfic:
Habitants censats

### Habitatges
El 2007 hi havia 379 habitatges, 243 eren l'habitatge principal de la família, 99 eren segones residències i 37 estaven desocupats. 361 eren cases i 18 eren apartaments. Dels 243 habitatges principals, 199 estaven ocupats pels seus propietaris, 37 estaven llogats i ocupats pels llogaters i 7 estaven cedits a títol gratuït; 1 tenia una cambra, 9 en tenien dues, 31 en tenien tres, 62 en tenien quatre i 140 en tenien cinc o més. 201 habitatges disposaven pel capbaix d'una plaça de pàrquing. A 107 habitatges hi havia un automòbil i a 108 n'hi havia dos o més.

### Piràmide de població
La piràmide de població per edats i sexe el 2009 era:
| Homes | Edats   | Dones |
| ----- | ------- | ----- |
| 0     | 95 o +  | 12    |
| 0     | 90 a 94 | 4     |
| 4     | 85 a 89 | 16    |
| 8     | 80 a 84 | 8     |
| 12    | 75 a 79 | 28    |
| 28    | 70 a 74 | 12    |
| 28    | 65 a 69 | 24    |
| 28    | 60 a 64 | 16    |
| 12    | 55 a 59 | 16    |
| 24    | 50 a 54 | 20    |
| 20    | 45 a 49 | 28    |
| 24    | 40 a 44 | 8     |
| 16    | 35 a 39 | 12    |
| 8     | 30 a 34 | 16    |
| 20    | 25 a 29 | 12    |
| 16    | 20 a 24 | 4     |
| 16    | 15 a 19 | 4     |
| 20    | 10 a 14 | 4     |
| 8     | 5 a 9   | 8     |
| 12    | 0 a 4   | 8     |

## Economia
El 2007 la població en edat de treballar era de 321 persones, 229 eren actives i 92 eren inactives. De les 229 persones actives 214 estaven ocupades (128 homes i 86 dones) i 15 estaven aturades (6 homes i 9 dones). De les 92 persones inactives 46 estaven jubilades, 11 estaven estudiant i 35 estaven classificades com a «altres inactius».

### Ingressos
El 2009 a Saint-Igny-de-Vers hi havia 247 unitats fiscals que integraven 532 persones, la mediana anual d'ingressos fiscals per persona era de 16.869 €.

### Activitats econòmiques
Dels 28 establiments que hi havia el 2007, 5 eren d'empreses de fabricació d'altres productes industrials, 9 d'empreses de construcció, 1 d'una empresa de comerç i reparació d'automòbils, 2 d'empreses de transport, 3 d'empreses d'hostatgeria i restauració, 1 d'una empresa d'informació i comunicació, 1 d'una empresa financera, 3 d'empreses immobiliàries, 1 d'una empresa de serveis, 1 d'una entitat de l'administració pública i 1 d'una empresa classificada com a «altres activitats de serveis».
Dels 12 establiments de servei als particulars que hi havia el 2009, 1 era una oficina de correu, 4 paletes, 3 fusteries, 1 electricista, 1 perruqueria i 2 restaurants.
Dels 2 establiments comercials que hi havia el 2009, 1 era una botiga de menys de 120 m² i 1 una fleca.
L'any 2000 a Saint-Igny-de-Vers hi havia 44 explotacions agrícoles que ocupaven un total de 578 hectàrees.

## Equipaments sanitaris i escolars
El 2009 hi havia una escola elemental integrada dins d'un grup escolar amb les comunes properes formant una escola dispersa.

## Poblacions més properes
El següent diagrama mostra les poblacions més properes.